# FV Bad Saulgau 04
Der FV Bad Saulgau 04 ist ein Fußballverein aus der oberschwäbischen Stadt Bad Saulgau (Landkreis Sigmaringen). Die Herren spielen in der Kreisliga A2, die Damen in der Regionenliga.

## Geschichte
Der älteste und erfolgreichste der drei Fußballvereine in Bad Saulgau wurde 1904 gegründet.
Seine sportlich erfolgreichste Zeit erlebte der Verein noch unter dem Namen FV Saulgau – erst seit 2000 führt der Ort als Bäderort den Präfix „Bad“, was im Vereinsnamen nachgezogen wurde – in den Jahren 1948 bis 1950, als er zwei Jahre lang in der damals zweitklassigen Amateurliga Südwürttemberg spielte. Diese wurde 1950 in den Zuständigkeitsbereich des Württembergischen Fußballverbandes eingegliedert, dabei wurde der Klub als Tabellenletzter der Spielzeit 1949/50 in den unterklassigen Bereich durchgereicht.
1980 schaffte der FV Saulgau den Aufstieg in die Verbandsliga Württemberg, stieg aber nach nur fünf Saisonsiegen direkt wieder ab. Nach der Vizemeisterschaft hinter dem SV Mochenwangen gelang 1983 als Meister der Landesliga Württemberg 1983 der erneute Aufstieg. Mit drei Punkten Rückstand auf den von Mitaufsteiger TSV Pliezhausen belegten letzten Nicht-Abstiegsplatz verpasste die Mannschaft erneut den Klassenerhalt in der seinerzeit vierthöchsten Spielklasse. Dem direkten Wiederaufstieg folgte der abermalige Abstieg. In den folgenden Jahren platzierte sich die Mannschaft regelmäßig im mittleren Tabellenbereich der Landesliga, die nach Einführung der Regionalliga als dritthöchster Spielklasse 1994 zum fünfthöchsten Spielniveau degradiert wurde. 2001 stieg sie aus der Liga ab und rutschte später bis in die Kreisliga ab.

## Ehemalige Spieler
- Stefan Buck (* 1980)
- Mario Gómez (* 1985)
- Hanne Michelberger (* 1951), spielte dann beim SSV Ulm 1846

## Erfolge
- Meister Bezirksliga (Donau): 2003/04, 2007/08